# Silene glaucescens
Silene glaucescens är en nejlikväxtart som beskrevs av Boris Konstantinovich Schischkin. Silene glaucescens ingår i släktet glimmar, och familjen nejlikväxter. Inga underarter finns listade i Catalogue of Life.